# Stade aurillacois Cantal Auvergne
Maillots
Actualités
Dernière mise à jour : 23 septembre 2024.
Le Stade aurillacois Cantal Auvergne est un club français de rugby à XV basé à Aurillac (Cantal).
Le club évolue en Pro D2 pour la saison 2024-2025 et joue ses rencontres à domicile au stade Jean-Alric. Il est alors présidé par Christian Millette, tandis que l'équipe première est encadrée par plusieurs spécialistes : Walter Olombel (directeur sportif), Romeo Gontineac (manager), Mathieu Lescure (entraîneur des avants), Jeremy Wanin (entraîneur des arrières) et Alain Belguiral (entraîneur de la mêlée).
À l'exception d'un court passage dans la division inférieure (alors Fédérale 1) durant la saison 2006-2007 à l'issue de laquelle le Stade aurillacois termine champion, le club évolue en Pro D2 depuis la création de cette division.

## Histoire

### Les origines
Le club est fondé le 25 août 1904. Il est alors composé des militaires du 139e régiment d'infanterie et des Francs-joueurs du lycée Émile Duclaux.
En 1908, le club est vice-champion des Pyrénées de deuxième série, battu par le FC Auch en finale 12-0. Malheureusement, beaucoup des joueurs du club ne survivent pas aux combats de la Première Guerre mondiale. Après le conflit, le club évolue dans le championnat régional qualificatif. L’équipe monte en Honneur en 1932 puis en Excellence en 1933.

### Première expérience en première division en Championnat de France de rugby en 1934

#### Ascenseur entre la première la deuxième division (1934-1939)
Pour sa première saison en première division, Aurillac termine 8e de sa poule de 9 et se maintient de justesse. Il descend la saison suivante et joue en Honneur les deux saisons suivantes.
Le club remonte en 1937 après avoir battu Oloron en barrage puis pour son retour en élite, se qualifie pour les seizièmes de finale 1938, qu’il perd contre l’Aviron bayonnais.
Aurillac ne renouvelle pas cette performance la saison suivante, 5e seulement de sa poule de 7. Puis c’est la seconde guerre mondiale et le championnat est mis en sommeil jusqu’en 1943.

#### Retour en première division (1943-1949)
Durant les années suivant le second conflit mondial, l’équipe se montre brillante et évolue en première division jusqu’en 1949.

#### Descente en deuxième division (1950-1951)
Le club descend mais remonte deux ans plus tard en 1951 alors que la première division est élargie de 48 à 64 clubs.

#### Retour en première division (1952-1954)
Aurillac joue trois saisons consécutives en première division entre 1952 et 1954 puis redescend pour une saison lors de la saison 1954-1955.

### 34 années consécutives dans l’élite (1956-1989)
Aurillac joue ensuite 34 années consécutives en première division.
Il jouera notamment 8 huitièmes de finale du championnat de France.

#### Années 1960
Après trois années d'apprentissage de la première division, Aurillac obtient une première qualification pour les seizièmes de finale en 1959, Aurillac se qualifie pour les huitièmes de finale en 1960 et en 1964.

#### Années 1970
Aurillac se qualifie pour deux autres huitièmes de finale en 1975 et en  1976 où il perd de justesse 18-15 contre Romans.

#### L'apogée du club dans les années 1980
Au début des années 1980, Aurillac atteint 4 fois en 6 saisons les huitièmes de finale du championnat de France en 1980, 1981, 1982 et 1985 et se qualifie aussi pour les huitièmes de finale du challenge Yves du Manoir en 1982, 1984 et 1985.
Les juniors obtiennent eux aussi de bons résultats durant cette période, finaliste notamment du championnat juniors Reichel en 1982.

#### Finaliste de la Coupe de France 1986
Aurillac s'incline en finale de la Coupe de France en 1986 contre l'AS Béziers après avoir éliminé Hyères en demi-finale.
La même année, il perd contre Grenoble en seizième de finale du championnat de France mais conserve toutefois sa place dans l'élite réduite à vingt clubs.
Ce sera sa dernière qualification pour les phases finales dans l’élite.
En 1987, Aurillac dernier de sa poule de Challenge et huitième de sa poule de Championnat.
L'année suivante le Championnat est porté à 80 clubs groupés initialement en seize poules de cinq. Les deux premiers de chaque poule (soit 32 clubs) forment alors le groupe A et se disputent le Bouclier de Brennus. Les autres forment alors le groupe B et après une première phase de brassage, le club 2e de son groupe est donc maintenu en championnat de France groupe A, Aurillac manque ensuite de peu la qualification pour les huitièmes de finale, cinquième de sa poule de Championnat mais termine dernier de sa poule en Challenge.
Patrick Bonal met alors un terme à sa carrière après douze saisons passées au club où il ne manque que 7 matches, marquant 1 715 points (76 essais, 343 pénalités, 188 transformations et deux drops) représentant 52,6 % des points marqués par son équipe.
La saison 1989 en groupe A est similaire pour Aurillac qui termine cinquième de sa poule de Championnat.
Aurillac finit par descendre en 1990 via la phase de brassage.

#### Descente en première division groupe B
Aurillac joue donc en groupe B pour la saison 1990.
La même année, Thierry Peuchlestrade, son frère Yann ainsi que Claude Lagarde sont suspendus par la commission de discipline de la FFR pour avoir enregistré une chanson pastichant Renaud dans « Où c'est qu'j'ai mis mon flingue ? » et Aurillac reste encore 7 ans en groupe B.
En 1992, Aurillac perd en barrage d’accession contre Toulon.
Le 9 juin 1996, le Stade aurillacois affronte le Stade français lors de la finale du championnat de France du groupe B et s’incline 23-16 sur le stade Marcel-Michelin à Clermont-Ferrand.

#### Remontée en groupe A2
Aurillac joue deux ans dans le groupe A2 (le deuxième niveau hiérarchique du rugby français) en 1997 et 1998 et atteint les huitièmes de finale de la Coupe de France en 1997.

### Retour au plus haut niveau

#### Trois saisons en Élite 1 (1999-2000-2001)
À la fin de la saison 1997-1998, Aurillac monte en élite, qui passe de 20 à 24 clubs.
La saison suivante en 1999, Aurillac obtient sa qualification pour la Bouclier européen à la suite de sa victoire 36 à 21 face au Racing club de France en finale de la phase de maintien, terminant ainsi 17e club français.
Lors de la saison 1999-2000, le club participe à la coupe de France et au Bouclier européen.
11e de sa poule, il est relégué en Pro D2 mais en raison d'un déficit cumulé de 10 millions de Francs, la Ligue Nationale de Rugby décide la rétrogradation du RC Toulon en deuxième division le 24 juillet 2000. Un match de barrage de maintien est organisé entre Aurillac et le Racing club de France gagné par Aurillac. Aurillac est donc maintenu en élite 1.
La saison suivante (2000-2001) le club participe à la coupe de la Ligue et au Bouclier européen mais il est relégué en Pro D2.
Entre 2001 et 2006, le club évolue en Pro D2.

#### Vice-champion de France de Pro D2 (2005)
Alors que l'élite du championnat de France doit être réduite au terme de sa saison 2004-2005, d'un nombre de seize à quatorze équipes, trois équipes sont reléguées en Pro D2 de par leur classement. Par ailleurs, un match de barrage est organisé entre le 13e du Top 16 et le vainqueur des phases de barrages de Pro D2.
Le premier classé, le RC Toulon est champion de France et accède directement au Top 14. Aurillac sort vainqueur de la phase finale qualificative après une victoire 21-19 sur le Lyon OU et devient alors vice-champion de France.

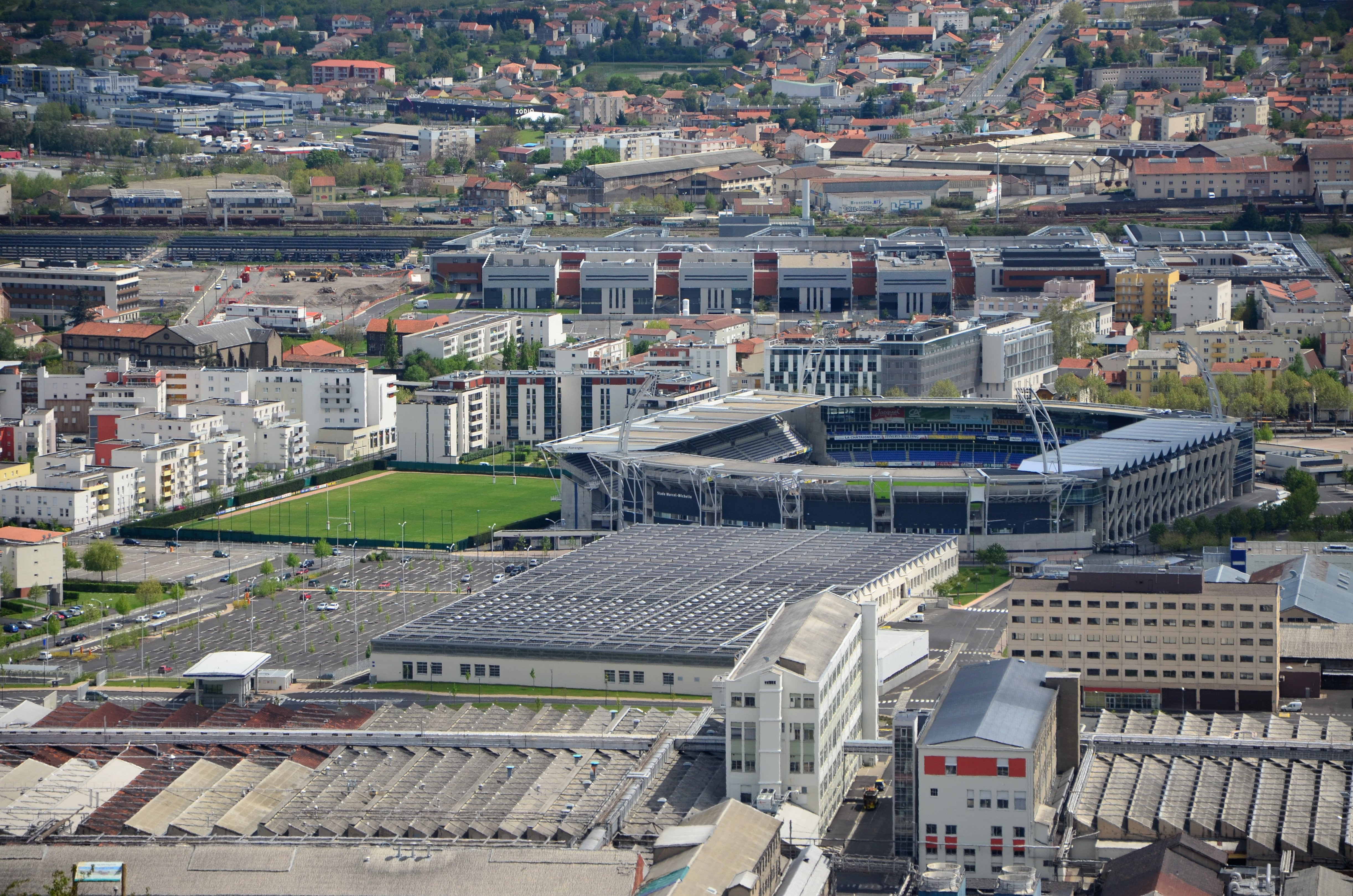
Stade Marcel-Michelin à Clermont-Ferrand où le Stade aurillacois devient vice-champion de France 2005 de Pro D2 en s'imposant en finale face au Lyon OU.

Équipe victorieuse de la finale qualificative pour le barrage d'accession en Top 14 :
1. Bernard Fakaté  2. Roger Ripol 3. Ludovic Monier 

4. David Courteix 5. David Gabin 

6. Anthony Martrette 8. Fabien Domingo 7. Fabien Berneau 

9. Mickaël Gracia 10. Maxime Petitjean 

11. Valentin Maftei 12. Fabrice Ribeyrolles 13. Romeo Gontineac 14. Stéphane Robert 

15. Jean-François Viars 

#### Défaite en barrage d'accession au Top 14 (2005)
Après sa victoire en finale, Aurillac gagne le droit d'affronter la Section paloise au Stade Ernest-Wallon de Toulouse dans un match de barrage le 12 juin
Les Palois l'emportent sur le score de 46 à 13, et conservent leur place dans l'élite.

#### Championnat de France de Fédérale 1 (2007)
Puis Aurillac descend en Fédérale 1. Il demeure une seule saison chez les amateurs, remontant dès juin 2007 en Pro D2 après avoir remporté son Championnat.

#### Défaite en barrage d'accession au Top 14 (2016)
Troisième de la phase régulière de la saison 2015-2016, le Stade aurillacois dispute à domicile la demi-finale d'accession au Top 14, qu'il remporte 28 à 13 face au Stade montois. Aurillac perd ensuite la finale face à l'Aviron bayonnais qui s'impose 21 à 16.
Le Stade aurillacois inscrit un record d'invincibilité à domicile de Pro D2 avec 35 victoires consécutives entre novembre 2014 et le 22 janvier 2017.
La saison 2018-2019 débute au stade Jean-Alric, le vendredi 10 août 2018, par un drame lors du match amical contre le Stade Rodez Aveyron,. Après, un choc violent à la poitrine, ou un placage, l'ailier aurillacois Louis Fajfrowski décède dans la soirée. Une enquête est ouverte afin de déterminer les causes de son décès. Une autopsie du corps aura lieu le 13 août à l’Institut médico-légal de Clermont-Ferrand.
En 2022, le club termine à la dixième place du Championnat à l'issue de la saison régulière échouant ainsi à se qualifier pour les barrages.
Le Stade aurillacois remporte le Championnat de France espoirs 2022 en battant le Stade toulousain en finale sur le score de 37 à 26.
En 2023, Aurillac termine encore dixième du Championnat avec un bilan équilibré de 15 victoires pour 15 défaites.

## Image et identité

### Couleurs et maillots
Les couleurs du Stade aurillacois sont le rouge et le bleu.

### Logo
Le Stade aurillacois change de logo pendant l'intersaison 2018.

Évolution du logo
Ancien logo.
Ancien logo.
Ancien logo abandonné en mai 2018.
Logo à partir de mai 2018.

## Palmarès

### Détail du palmarès
| Compétitions nationales | Compétitions régionales |
| - Coupe de France : - Finaliste (1) : 1986 - Championnat de France de Pro D2 : - Vice-champion (1) : 2005 - Championnat de France de première division groupe B : - Vice-champion (1) : 1996 - Championnat de France de Fédérale 1 (Trophée Jean-Prat) : - Champion (1) : 2007 - Challenge de l'Espérance : - Finaliste (1) : 1975 - Challenge de l'Amitié : - Champion (1) : 1977 | - Championnat d'Auvergne : - Champion (1) : 1932 |
| Compétitions réserves | Compétitions jeunes |
| - Challenge Provinces Seniors : - Champion (1) : 1998 | - Championnat de France espoirs : - Vainqueur (1) : 2022 - Coupe Frantz Reichel : - Finaliste (1) : 1982 - Challenge Gauderman : - Finaliste (1) : 1979 - Cadets Teulière A : - Champion (1) : 2018 |

### Finales disputées

#### Championnat de France
| Compétition                                                | Date de la finale | Vainqueur            | Score | Finaliste                   | Lieu de la finale                       |
| ---------------------------------------------------------- | ----------------- | -------------------- | ----- | --------------------------- | --------------------------------------- |
| Championnat de France groupe B                             | 8 juin 1996       | Stade français Paris | 18-9  | Stade aurillacois           | Stade Marcel-Michelin, Clermont-Ferrand |
| Finale qualificative pour le barrage d'accession en Top 14 | 5 juin 2005       | Stade aurillacois    | 21-19 | Lyon OU                     | Stade Marcel-Michelin, Clermont-Ferrand |
| Match de barrage contre le 13e du Top 16                   | 12 juin 2005      | Section paloise      | 46-13 | Stade aurillacois           | Stade Ernest-Wallon, Toulouse           |
| Championnat de Fédérale 1                                  | 17 juin 2007      | Stade aurillacois    | 31-6  | Blagnac sporting club rugby | Stade Paul-Lignon, Rodez                |
| Barrage d'accession en Top 14                              | 4 juin 2016       | Aviron bayonnais     | 21-16 | Stade aurillacois           | Stade Ernest-Wallon, Toulouse           |
| Barrage d'accession en Pro D2                              | 1er juin 2025     | Stade aurillacois    | 45-15 | SO Chambéry                 | Chambéry Savoie Stadium, Chambéry       |

#### Anciennes compétitions
| Compétition              | Date de la finale | Vainqueur           | Score | Finaliste                   | Lieu de la finale                       |
| ------------------------ | ----------------- | ------------------- | ----- | --------------------------- | --------------------------------------- |
| Championnat d'Auvergne   | 1932              | Stade aurillacois   | 6-0   | Sporting Club decazevillois | Stade du Calvaire, Figeac               |
| Challenge de l'Espérance | 1975              | Stade montchaninois | 9-4   | Stade aurillacois           | Stade Marcel-Michelin, Clermont-Ferrand |
| Challenge de l'Amitié    | 1977              | Stade aurillacois   | -     | -                           | -                                       |
| Coupe de France          | 1er juin 1986     | AS Béziers          | 40-9  | Stade aurillacois           | Stade Pierre-Fabre, Castres             |

#### Catégories jeunes
| Compétition                   | Date de la finale | Vainqueur         | Score | Finaliste        | Lieu de la finale                                 |
| ----------------------------- | ----------------- | ----------------- | ----- | ---------------- | ------------------------------------------------- |
| Championnat de France espoirs | 12 juin 2022      | Stade aurillacois | 37-26 | Stade toulousain | Parc des sports Marcel Michelin, Clermont-Ferrand |

## Personnalités du club

### Joueurs emblématiques
- Antoine Fournier
- Ludovic Mercier
- Walter Olombel
- Raphaël Chanal
- Sébastien Bonnet

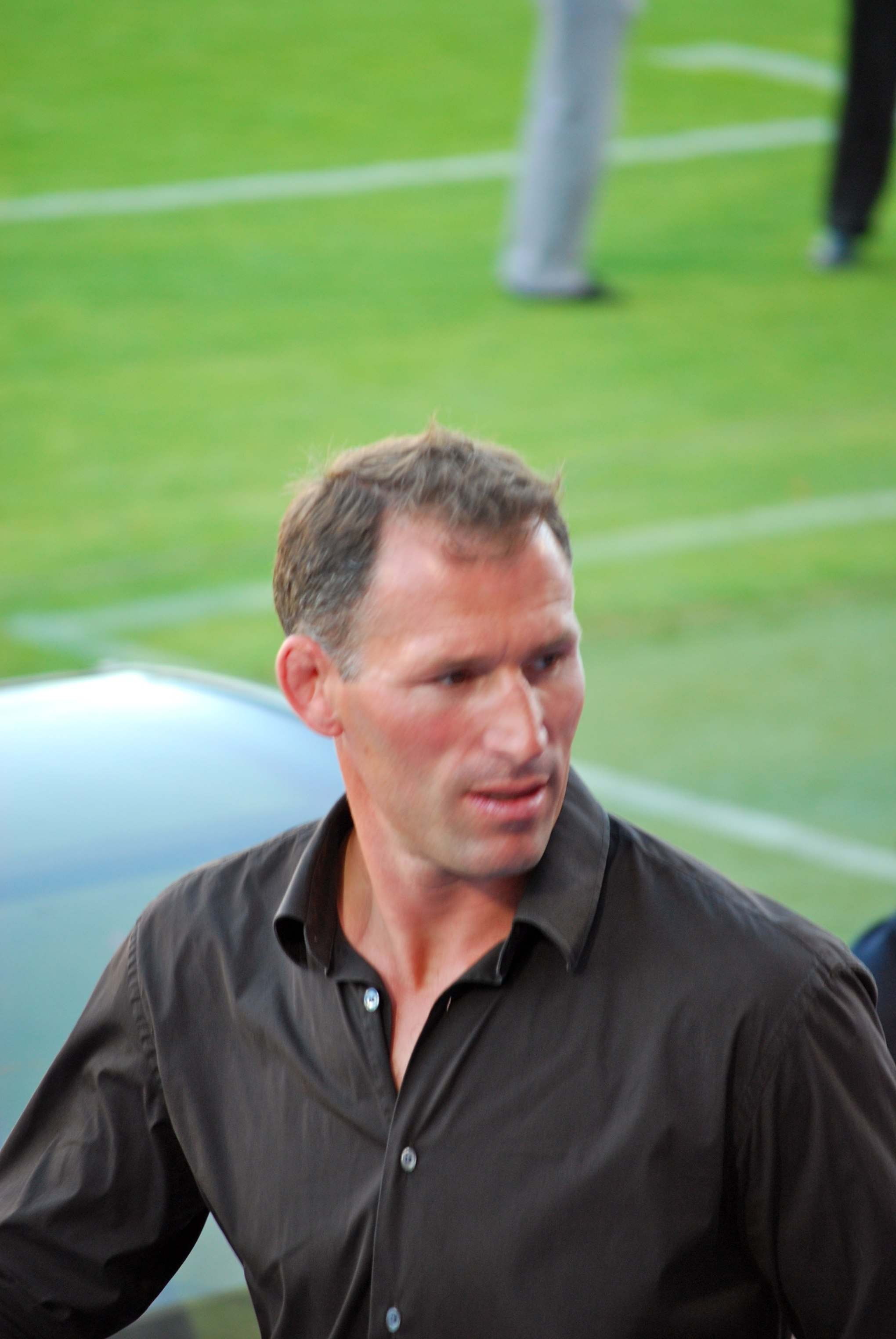
Olivier Magne
- Jean-François Viars
- Sébastien Viars
- Nicolas Carli
- Fabrice Ribeyrolles
- Fabien Domingo
- Denis Rouiller
- David Courteix
- Laurent Gunter
- Denis Rouiller
- Bernard Fakaté
- Olivier Merle
- Daniel Kotze
- Raoul Barrière
- Victor Boffelli
- Patrick Bonal
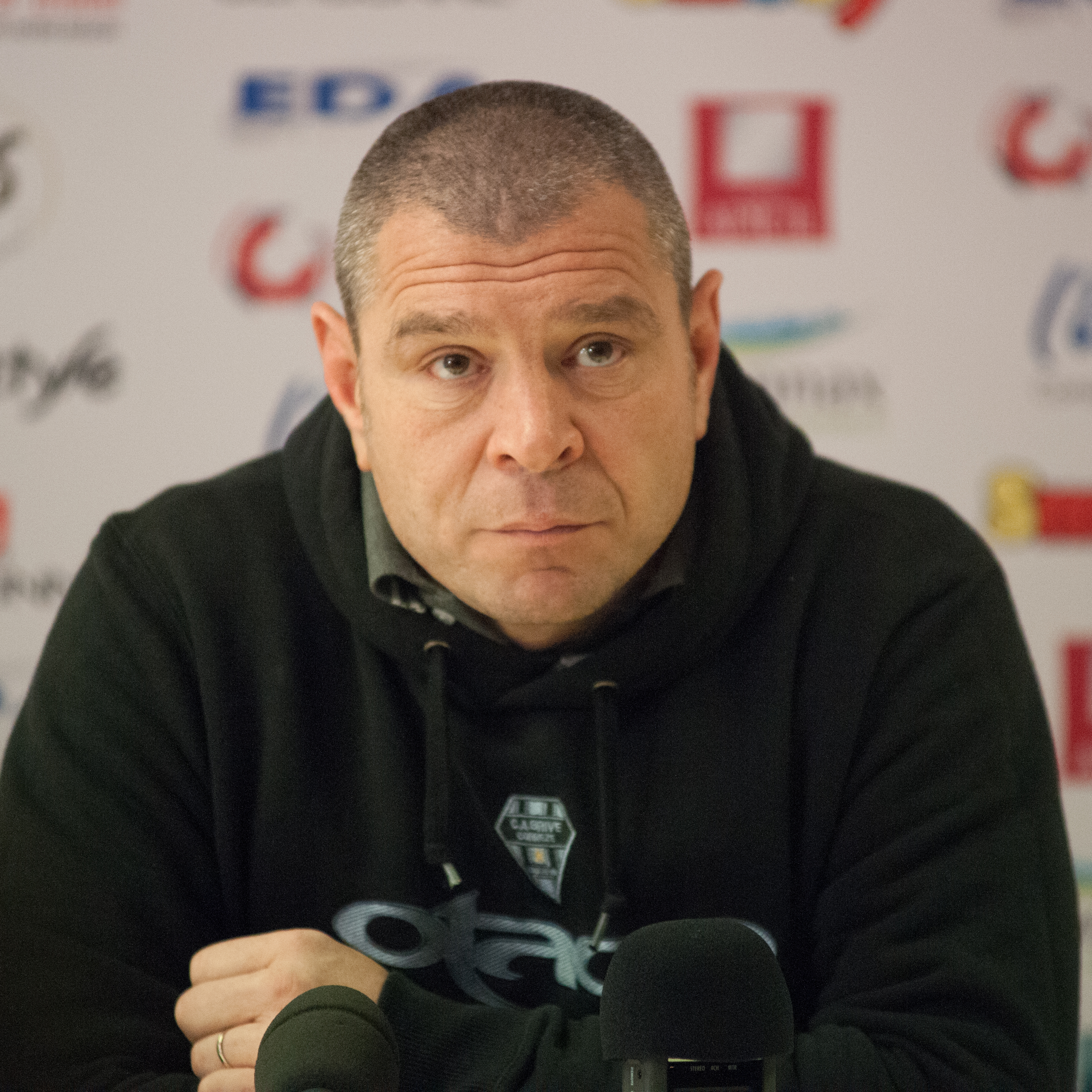
Didier Casadeï
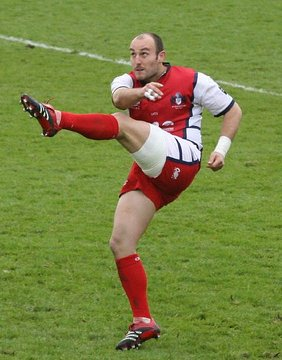
Ludovic Mercier

- Thomas Domingo
- Fabrice Heyer
- Roland Lefèvre
- Pierre Trémouille
- Eric Bertrand
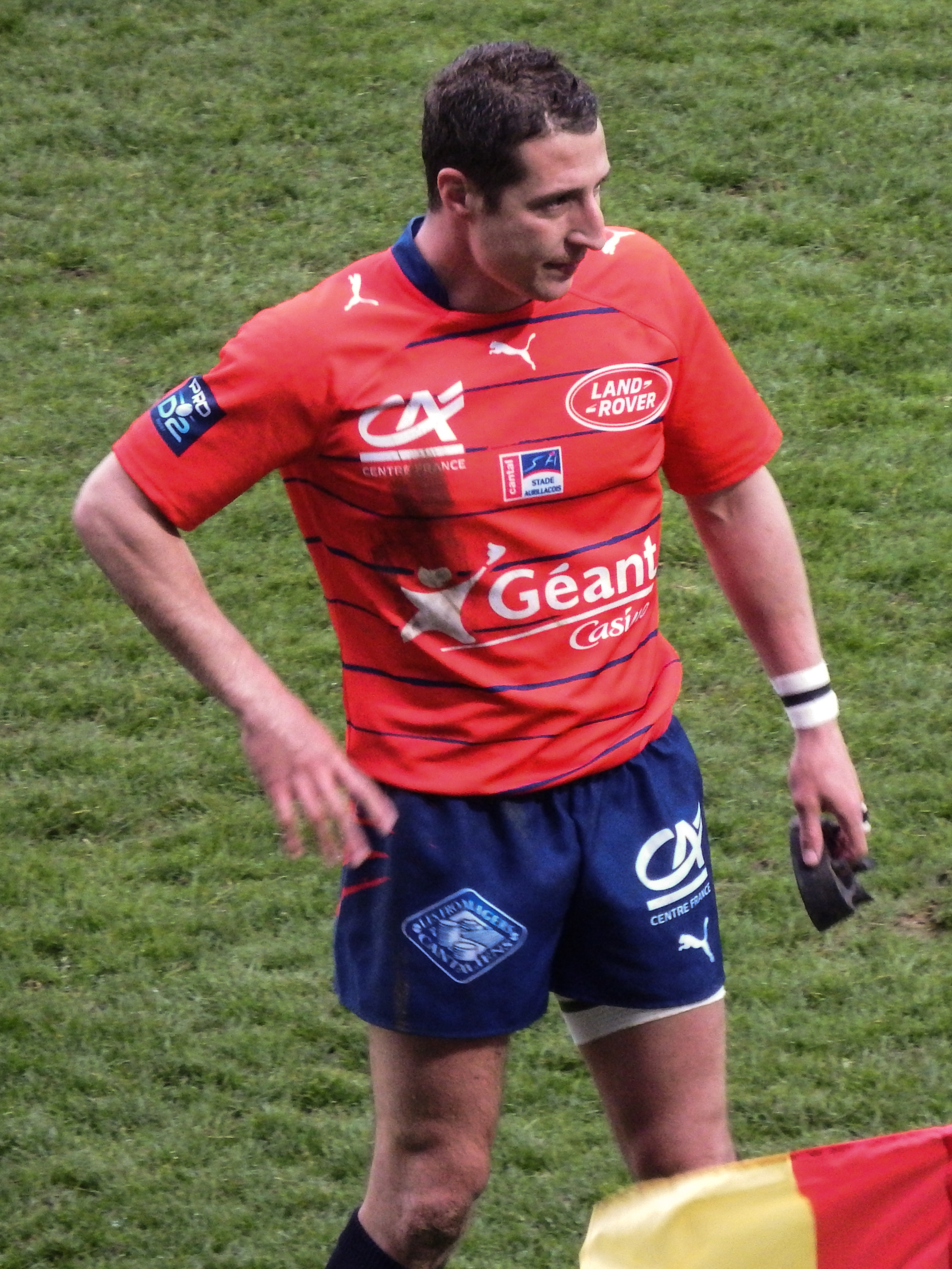
Maxime Petitjean
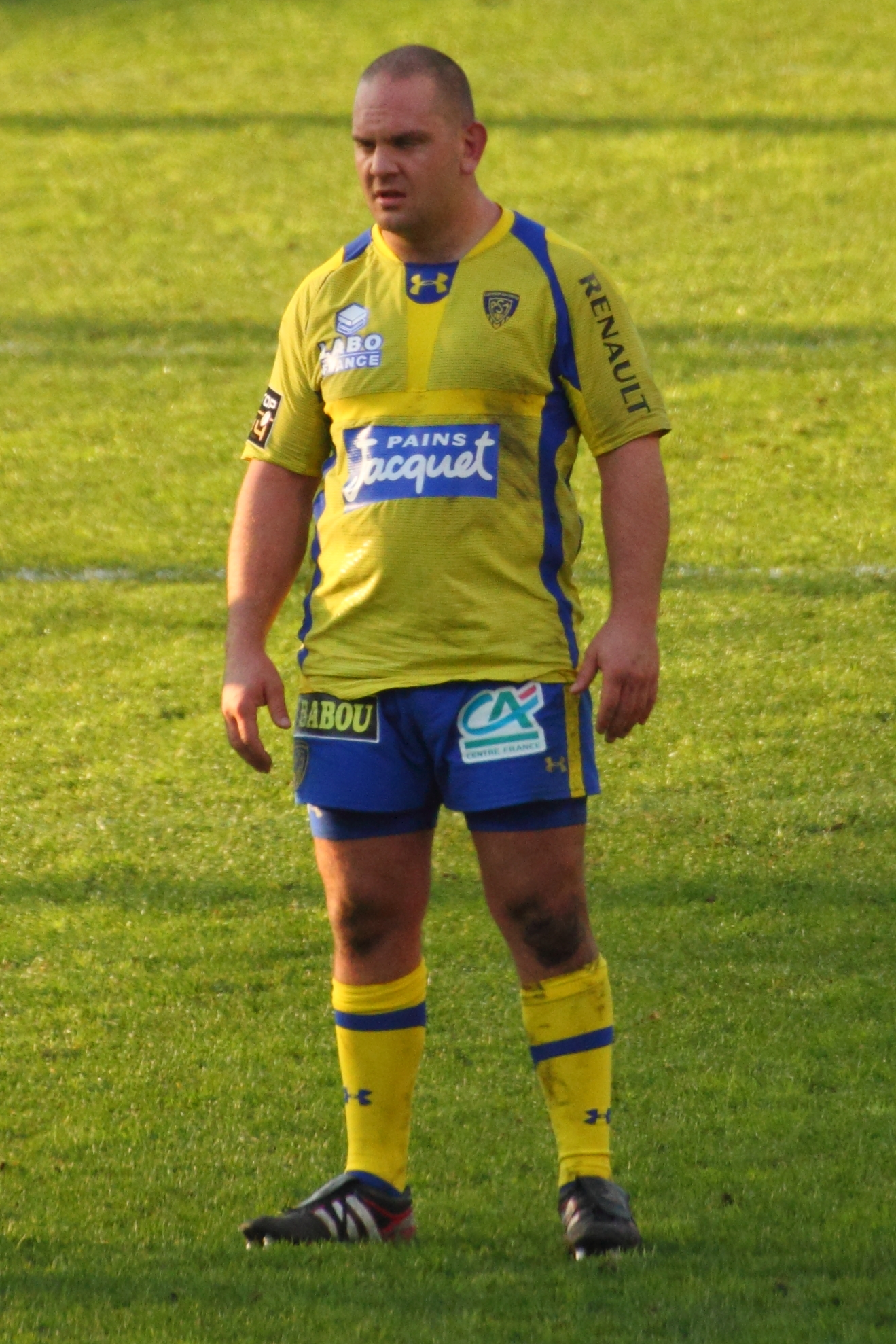
Daniel Kotze

- Jean-Pierre Sauret
- Jimmy Yobo
- Franck Membrado
- Claude Masseboeuf
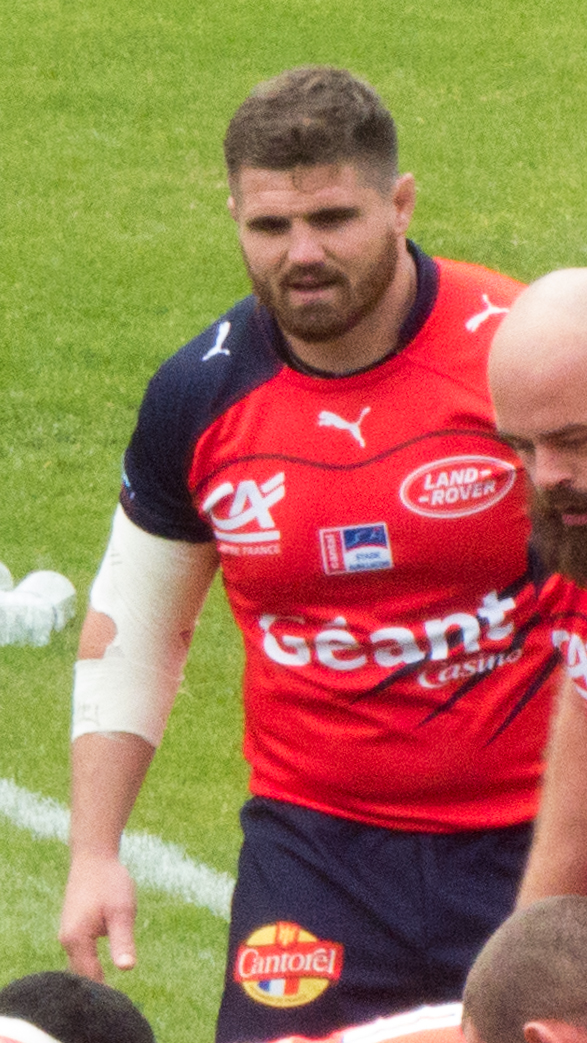
Adrien Falieres
- Pierre Morlon
- Gilles Domergue
- Alain Laczack
- Henri Etchart
- Jean-Marc Ravanel
- Adrien Pélissié
- Joris Segonds[25]
- Marc Palmier
- Antoine Aucagne
- Mark Andrews
- Keith Andrews (en)
- Erasmus Jansen van Vuuren
- Hercules Kruger
- Stephan Gerber
- Jakobus Kemp
- Jacques Nieuwenhuis
- Petrus Hauman
- Arno Coetzee
- Delkeith Pottas
- Duncan Naude
- Lee Adriaanse
- Romeo Gontineac
- Florin Corodeanu
- Petre Mitu
- Alexandru Manta
- Gheorghe Solomie
- Valentin Maftei
- Adrian Moțoc
- Gheorghe Gajion
- Thomas Crețu
- Denis Fogarty
- Brian Hayes
- Nigel Brady
- Connor Gaston
- Garth Cooke
- Jason Marshall
- Alani Maka
- Fero Lasagavibau
- Pavle Jimsheladze
- Giorgi Jgenti
- Beka Saginadze
- Giorgi Tsutskiridze
- Giorgi Javakhia
- Merab Sharikadze
- Nikoloz Khatiashvili
- Giorgi Gogoladze
- Giorgi Kartvelishvili
- Luka Nioradze
- Mikheil Alania
- Beka Shvangiradze
- Tedo Abzhandadze
- Scott Palmer
- Mark McKenzie (en)
- Saïd Hireche
- Faycal Boukanoucha
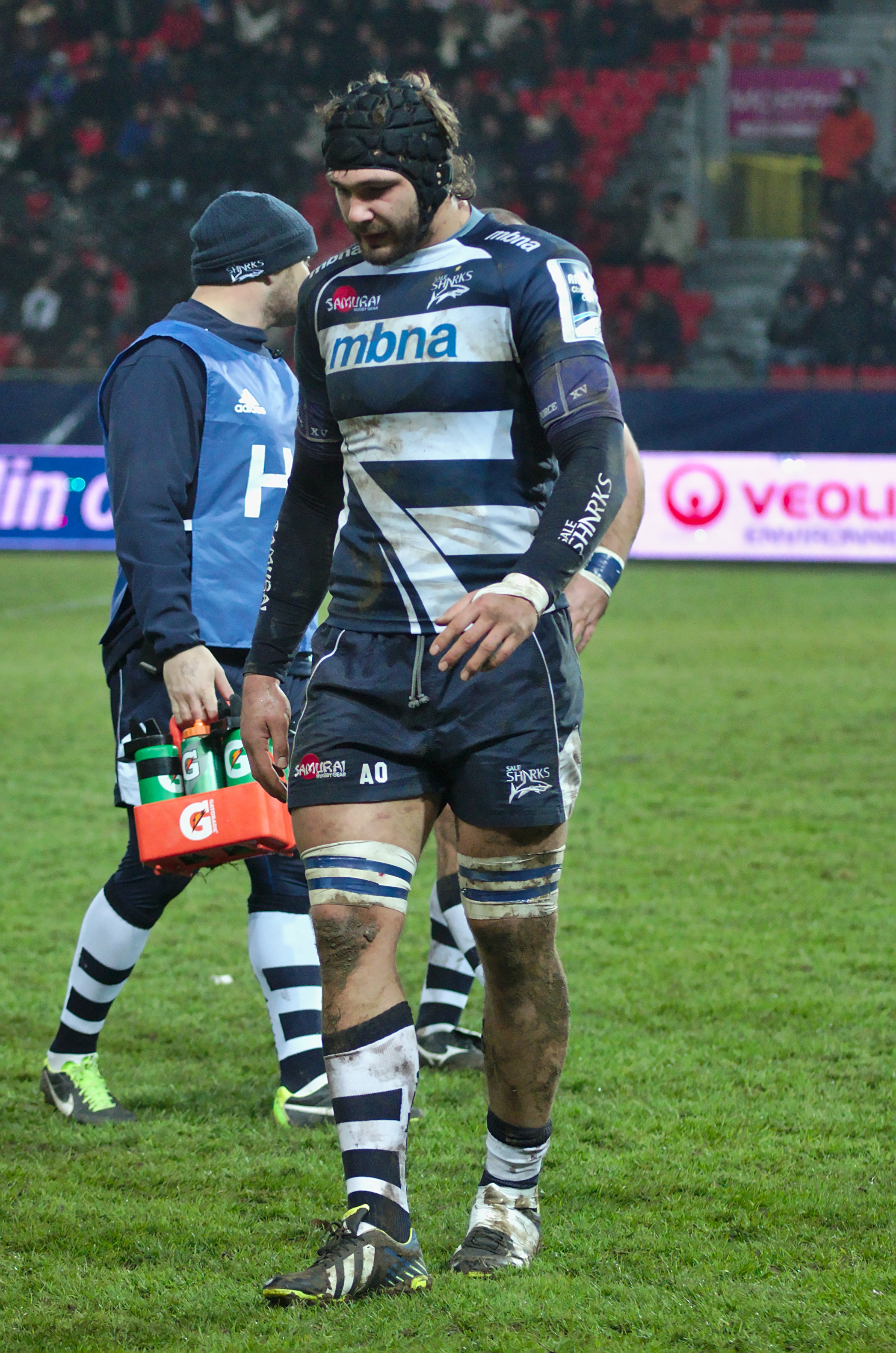
Andrei Ostrikov
- Rory Teague
- Graydon Staniforth (en)
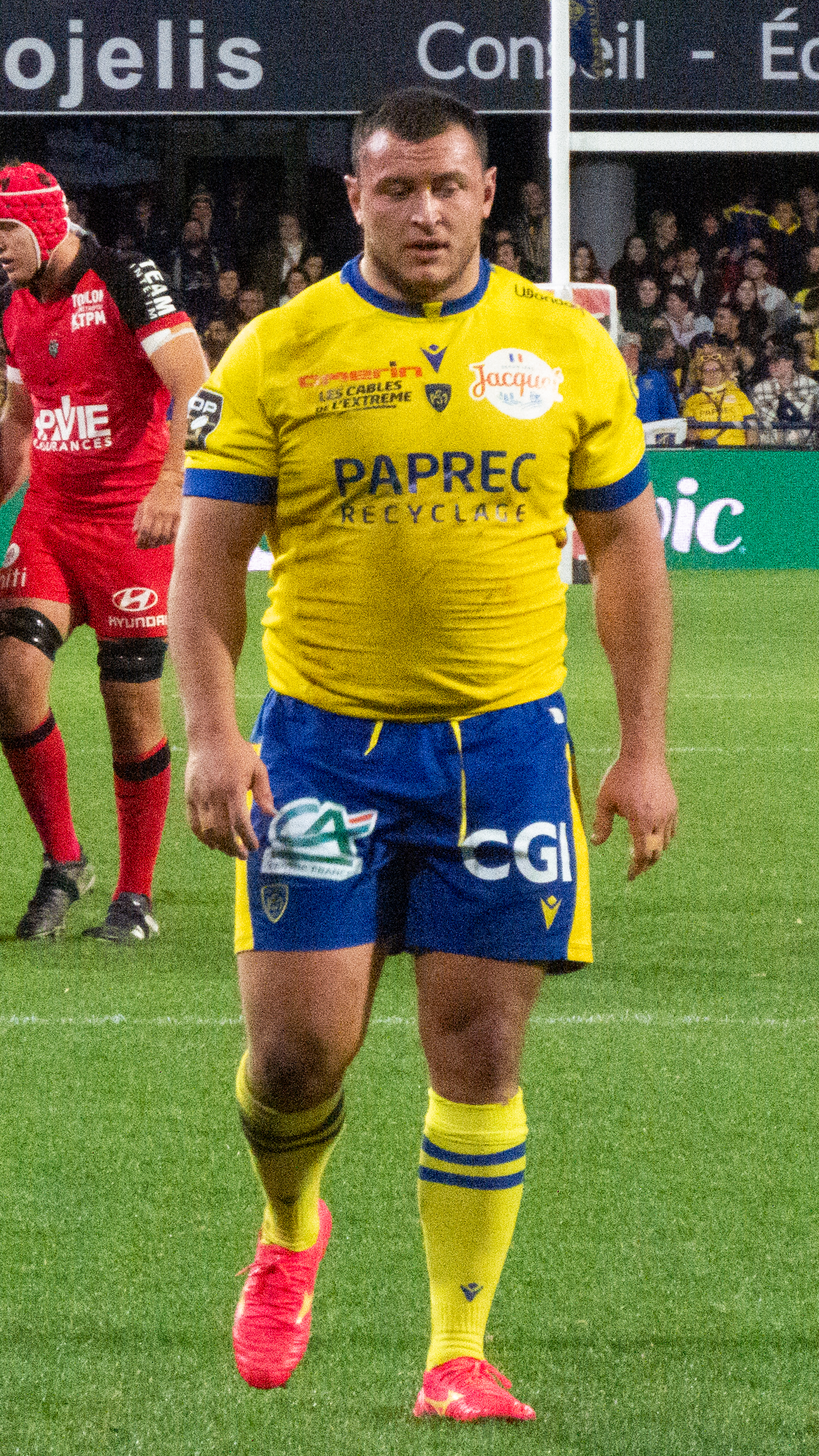
Cristian Ojovan
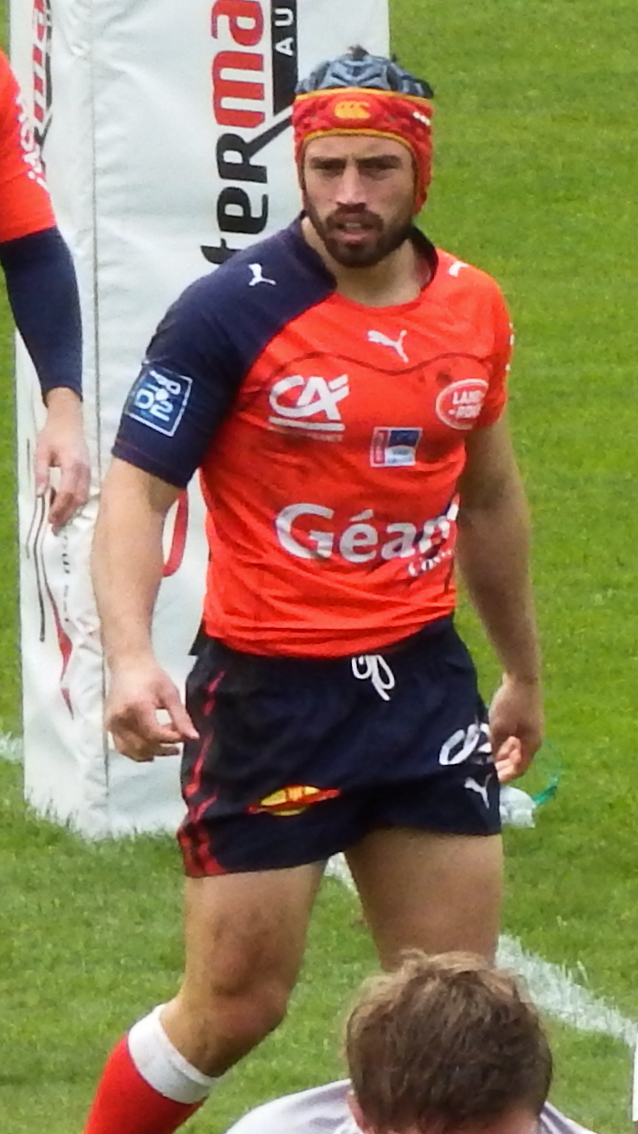
Merab Sharikadze
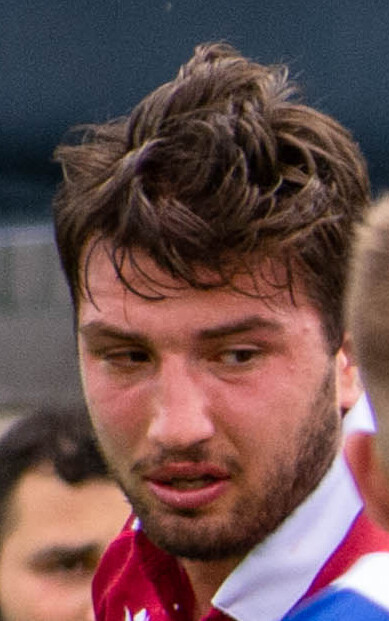
Beka Shvangiradze
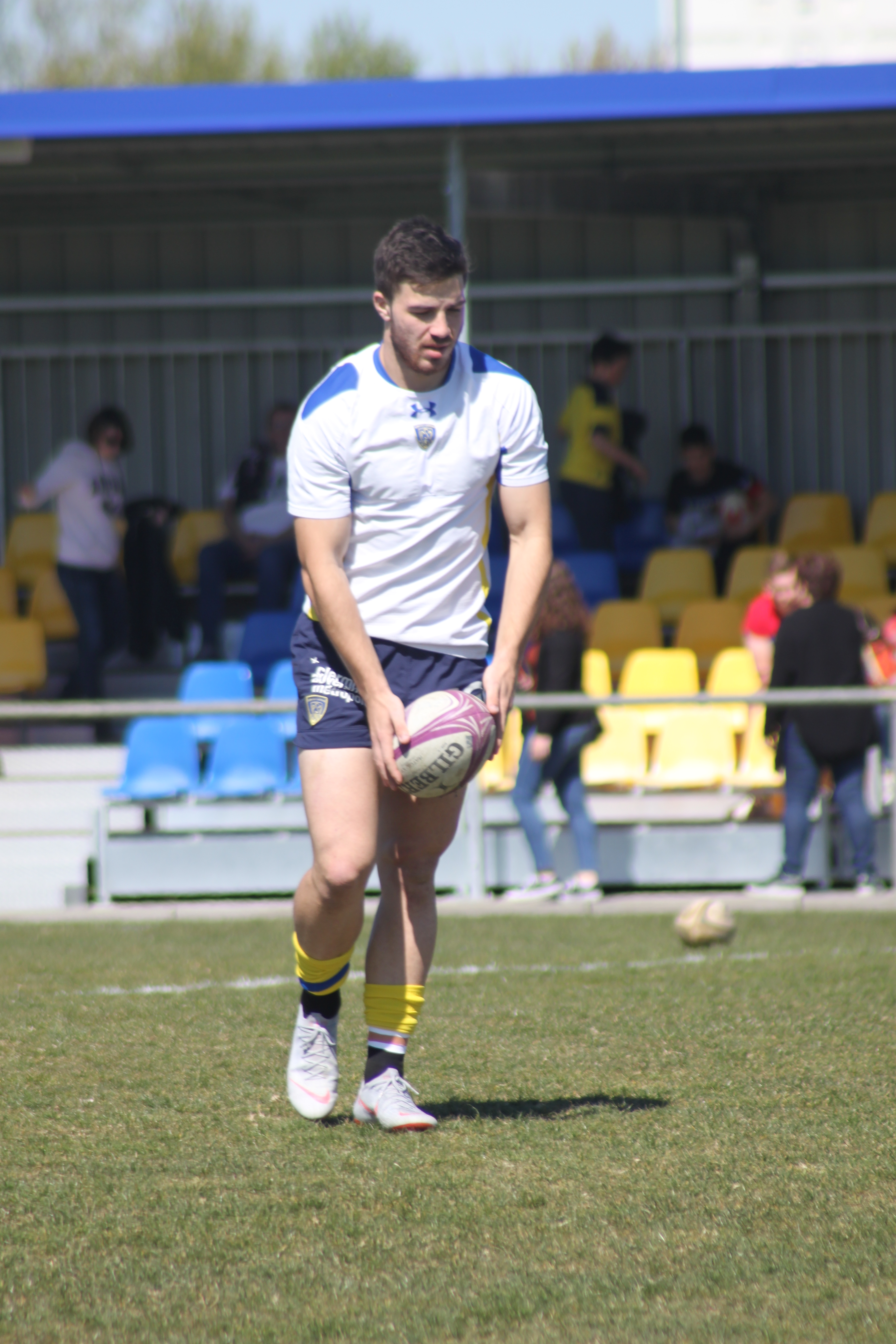
Marc Palmier
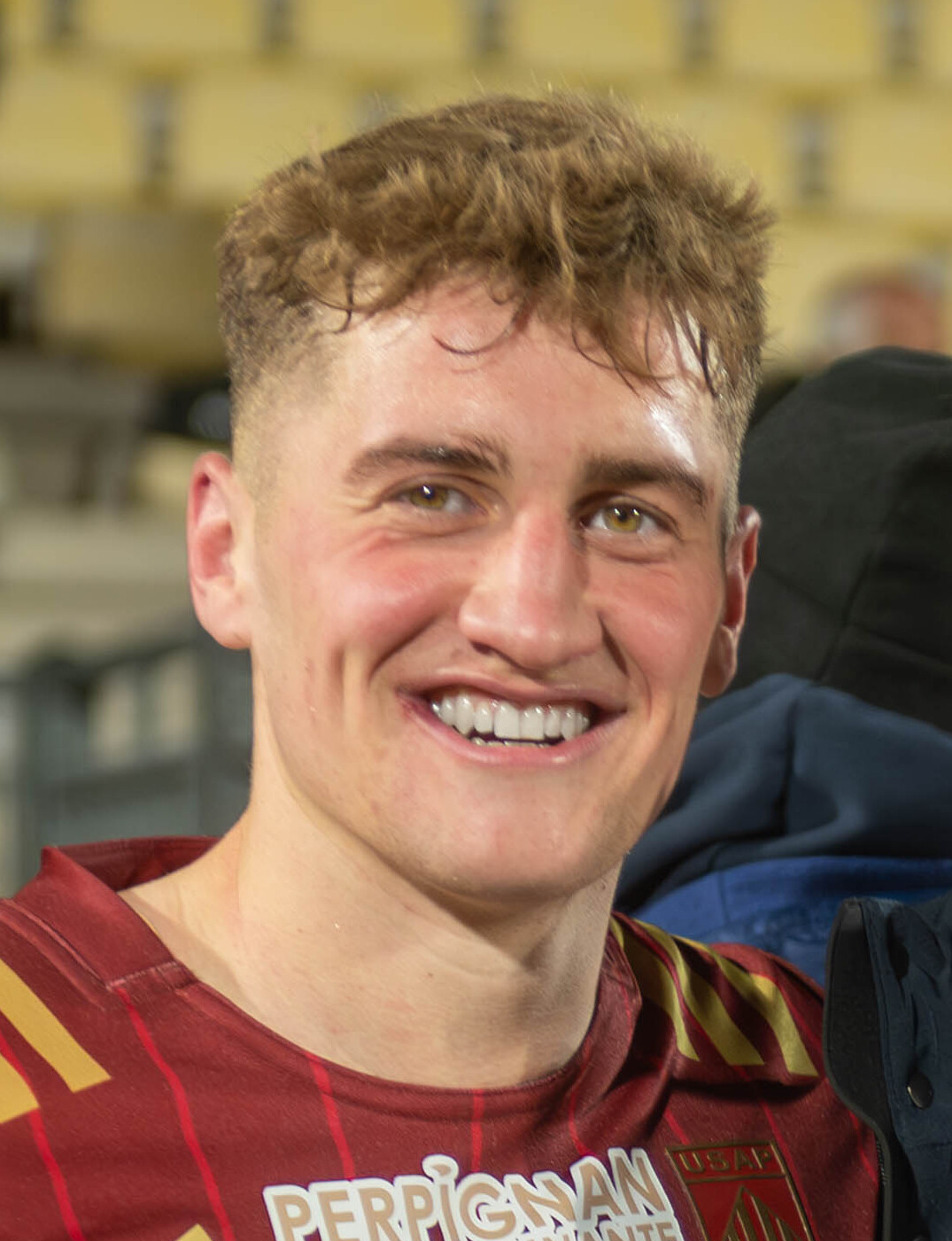
Antoine Aucagne
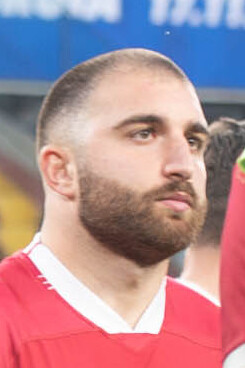
Luka Nioradze

- Olivier Magne
- Didier Casadeï
- Ludovic Mercier
- Maxime Petitjean
- Daniel Kotze
- Adrien Pélissié
- Andrei Ostrikov
- Cristian Ojovan
- Merab Sharikadze
- Beka Shvangiradze
- Marc Palmier
- Antoine Aucagne
- Luka Nioradze

### Entraîneurs
- 1968 - 1969 : Gilbert Servan
- 1970 - 1972 : Pierre Berger
- 1972 - 1974 : Roland Puzos
- 1974 - 1977 : Roland Lefèvre
- 1977 - 1981 : Michel Peuchlestrade
- 1981 - 1985 : Claude Masseboeuf et Michel Peuchlestrade
- 1985 - 1991 : Victor Boffelli avec Michel Peuchlestrade et Gérard Teil
- 1991 - 1993 : Roland Destruel et Claude Dausset
- 1993 - 1995 : Michel Peuchlestrade et Claude Masseboeuf
- 1995 - 1997 : Michel Peuchlestrade, Yves Dulout et Patrick Rocacher
- 1997 - 2001 : Michel Peuchlestrade, Yves Dulout, Patrick Rocacher et Alain Belguiral
- 2001 - 2003 : Victor Boffelli et Patrick Rocacher
- 2003 - 2006 : Michel Peuchlestrade, Victor Boffelli et Thierry Peuchlestrade
- 2006 - 2009 : Lionel Viallard et Thierry Peuchlestrade
- 2009 - 2011 : Pierre-Henry Broncan et Thierry Peuchlestrade[26]
- 2011 - 2017 : Jeremy Davidson et Thierry Peuchlestrade[27],[28]
- 2017 - 2018 : André Bester et Thierry Peuchlestrade
- 2018 - 14 janvier 2020 : André Bester et Thierry Peuchlestrade (adjoints : Maxime Petitjean, Mathieu Lescure et Tom Palmer (jusqu'en 2019))
- 15 janvier 2020 - juin 2021 : Romeo Gontineac (adjoints : Maxime Petitjean, Mathieu Lescure et David Banquet)
- 2021 - 2022 : Romeo Gontineac (adjoints : Jérémy Wanin, Mathieu Lescure et David Banquet)
- 2022 - 2023 : Romeo Gontineac (adjoints : Jérémy Wanin, Mathieu Lescure et Alain Belguiral)
- 2023 - : Walter Olombel (directeur sportif), Romeo Gontineac (adjoints : Jérémy Wanin, Mathieu Lescure et Alain Belguiral)

### Effectif 2025-2026
| Nom                          | Naissance         | Nationalité sportive | International | Dernier club           | Arrivée au club |
| Talonneurs                   | Talonneurs        | Talonneurs           | Talonneurs    | Talonneurs             | Talonneurs      |
| ---------------------------- | ----------------- | -------------------- | ------------- | ---------------------- | --------------- |
| Basa Khonelidze              | 1er janvier 2003  | Géorgie              | -             | Formé au club          | 2023            |
| Ronan Loughnane              | 15 avril 2001     | Irlande              | -             | Formé au club          | 2022            |
| Luka Nioradze                | 6 avril 1999      | Géorgie              |               | Formé au club          | 2019            |
| Piliers                      |                   |                      |               |                        |                 |
| Gymaël Jean-Jacques          | 9 septembre 1998  | France               | -             | SC Albi                | 2021            |
| Giorgi Kartvelishvili        | 10 décembre 1991  | Géorgie              |               | RC Locomotive Tbilissi | 2019            |
| Irakli Mchedlidze            | 1er mars 2001     | Géorgie              | -             | Formé au club          | 2023            |
| Dominic Robertson-McCoy (en) | 10 novembre 1993  | Nouvelle-Zélande     | -             | Connacht               | 2024            |
| Robert Rodgers               | 18 juin 2001      | Afrique du Sud       | -             | Montpellier HR         | 2022            |
| Martim Souto                 | 14 avril 2005     | Portugal             |               | Formé au club          | 2025            |
| Deuxièmes lignes             |                   |                      |               |                        |                 |
| Koen Bloemen                 | 13 mai 1998       | Pays-Bas             |               | RC Vannes              | 2024            |
| Skip Jongejan                | 11 janvier 2003   | Pays-Bas             | -             | Formé au club          | 2025            |
| Mosa'ati Moala               | 19 septembre 2001 | Tonga                | -             | Formé au club          | 2022            |
| Abongile Nonkontwana (en)    | 10 avril 1995     | Afrique du Sud       | -             | RC Massy               | 2024            |
| Martial Rolland              | 17 août 1998      | France               | -             | Lyon OU                | 2020            |
| Mehdi Slamani                | 19 décembre 2001  | Algérie              |               | Formé au club          | 2023            |
| Troisièmes lignes aile       |                   |                      |               |                        |                 |
| Théo Cambon                  | 20 janvier 1999   | France               | -             | Formé au club          | 2020            |
| Tim de Jong                  | 3 mars 2002       | Pays-Bas             |               | Formé au club          | 2022            |
| Hugo Huurman                 | 21 mai 2001       | Pays-Bas             |               | Formé au club          | 2023            |
| Eoghan Masterson (en)        | 5 avril 1993      | Irlande              | -             | Connacht               | 2022            |
| Lucas Oudard                 | 13 juin 2001      | France               | à sept        | ASM Clermont           | 2024            |
| Troisièmes lignes centre     |                   |                      |               |                        |                 |
| Aleksandre Burduli           | 12 février 2002   | Géorgie              | -             | RC Narbonne            | 2022            |
| Maël Perrin                  | 2 juin 2004       | France               | -             | Montpellier HR         | 2024            |
| Viliami Taulani              | 17 janvier 1997   | Tonga                |               | Sans club              | 2025            |
| Didier Tison                 | 14 octobre 1993   | France               | -             | Oyonnax Rugby          | 2020            |
| Demis de mêlée               |                   |                      |               |                        |                 |
| David Delarue                | 27 octobre 1996   | France               | -             | CA Brive               | 2021            |
| Boris Hadinegoro             | 8 mars 2003       | Pays-Bas             |               | Formé au club          | 2022            |
| Léo Salvan                   | 20 novembre 2002  | France               | -             | Formé au club          | 2023            |
| Demis d'ouverture            |                   |                      |               |                        |                 |
| Tedo Abzhandadze             | 13 juin 1999      | Géorgie              |               | US Montauban           | 2024            |
| Jean-Luc Cilliers            | 18 novembre 1997  | Afrique du Sud       | -             | SO Chambéry            | 2024            |
| Centres                      |                   |                      |               |                        |                 |
| Hugo Bastard                 | 9 mai 2002        | France               | -             | Formé au club          | 2023            |
| Ofa Manuofetoa               | 24 octobre 1999   | Tonga                | -             | Manly RFC              | 2023            |
| Juun Pieters                 | 9 mai 2001        | Pays-Bas             | -             | Formé au club          | 2023            |
| Karsen Talalua               | 1er janvier 2004  | France               | -             | Rugby club toulonnais  | 2024            |
| François Vergnaud            | 8 octobre 1997    | France               | -             | Biarritz olympique     | 2025            |
| Ailiers                      |                   |                      |               |                        |                 |
| Axel Bevia                   | 4 mai 2002        | France               | -             | Montpellier HR         | 2023            |
| AJ Coertzen (en)             | 16 octobre 1990   | Afrique du Sud       | -             | Griquas                | 2018            |
| Jordon Janse van Rensburg    | 30 mai 2000       | Afrique du Sud       | -             | Formé au club          | 2022            |
| Ben O'Donnell (en)           | 14 août 1995      | Australie            | à sept        | Brumbies               | 2025            |
| Angus Staniforth             | 4 octobre 2004    | Australie            | -             | Brumbies               | 2024            |
| Simeli Yabaki                | 20 février 1998   | Fidji                | -             | Formé au club          | 2021            |
| Arrières                     |                   |                      |               |                        |                 |
| Dachi Papunashvili           | 20 octobre 2001   | Géorgie              |               | Formé au club          | 2022            |
| Jake Strachan (en)           | 25 décembre 1996  | Australie            | -             | Southland              | 2025            |